# Gianni Nazzaro
Gianni Nazzaro, all'anagrafe Giovanni Nazzaro (Napoli, 27 ottobre 1948 – Roma, 27 luglio 2021), è stato un cantante e attore italiano.

## Biografia

### Gli inizi
Figlio dell'artista Erminio Nazzaro, il suo esordio artistico avviene nel 1965, con lo pseudonimo di Buddy, imitando con successo le voci di Bobby Solo, Adriano Celentano, Gianni Morandi e altri artisti in alcune incisioni per la casa discografica KappaO. Nel 1967 partecipa ai Festival di Napoli con il brano Sulo ppe mme e ppe te, non accedendo però alla finale. Dopo il passaggio alla Fans, si fa notare a Un disco per l'estate 1968 con il brano Solo noi. 

### Il successo
L'anno successivo partecipa con Incontri d'estate al Cantagiro mentre nel 1970 vince il Festival di Napoli con Me chiamme ammore in coppia con Peppino Di Capri. Nel 1971 partecipa a Canzonissima con due brani dal titolo Far l'amor con te e Miracolo d'amore. L'anno dopo si classifica al primo posto a Un disco per l'estate 1972 con Quanto è bella lei bissando il successo due anni dopo a Un disco per l'estate 1974 con Questo sì che è amore. Sempre nel 1974 è anche uno dei protagonisti dell'operetta Al Cavallino Bianco nella versione prodotta dalla Rai.
Tra i suoi successi, concentrati soprattutto negli anni settanta, vanno menzionati: L'amore è una colomba (1970, di Giancarlo Bigazzi e Totò Savio), Bianchi cristalli sereni (1971, di Don Backy), Non voglio innamorarmi mai (1972, musica di Giancarlo Bigazzi; testo di Moreno Signorini), A modo mio (1974, scritta da Claudio Baglioni e Antonio Coggio), tutte presentate al Festival di Sanremo, e In fondo all'anima (musica di Emilio Campassi e Antonio Iglio; testo di Armando Ambrosino). Partecipa al Festival di Sanremo 1983 con il brano Mi sono innamorato di mia moglie (musica di Michele Russo; testo di Daniele Pace). 

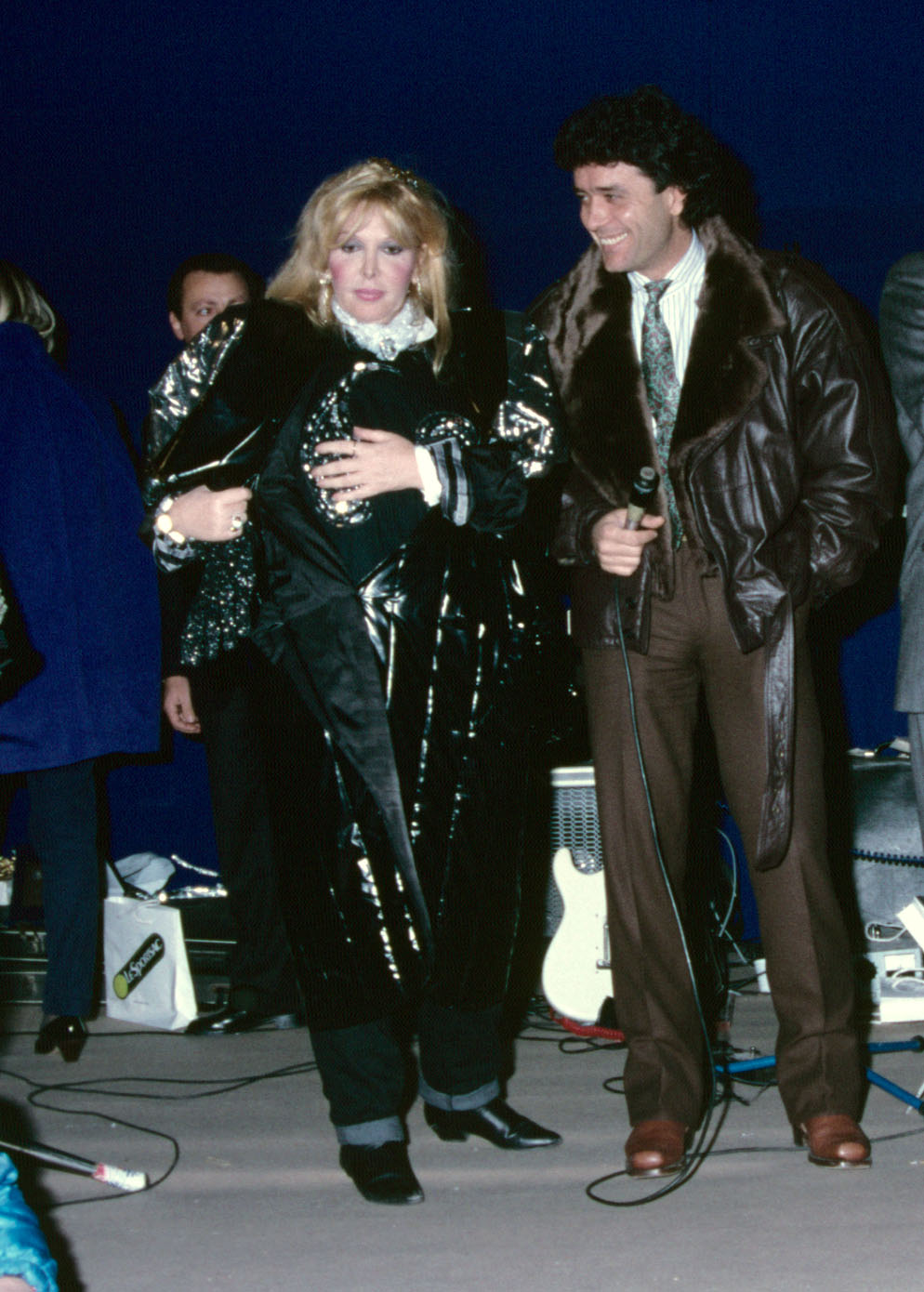
Isabella Biagini e Gianni Nazzaro in uno spettacolo del 1983

Nel 1987 tenta nuovamente di partecipare al Festival ma il brano da lui proposto, Perdere l'amore, viene scartato alle selezioni. Ironia della sorte, lo stesso brano viene riproposto l'anno successivo da Massimo Ranieri e questa volta non solo viene selezionato ma vince addirittura la manifestazione.

### La carriera d'attore e la maturità
Nel 1979 è tra i protagonisti della commedia musicale di Renato Rascel In bocca all'ufo. In occasione del Festival di Sanremo 1994 fa parte del gruppo Squadra Italia, costituito per l'occasione, cantando il brano Una vecchia canzone italiana. Nel 1998 ha partecipato ad alcune puntate della soap opera della Rai Un posto al sole, con un ruolo minore. Nel 1999 partecipa con grande successo al musical Hello Dolly, con Loretta Goggi e Paolo Ferrari. È tra i protagonisti di altri due musical di successo nel 2003 e 2006 rispettivamente con Victor Victoria e Sweet Charity.  Nel 2007 ha anche recitato nella soap Incantesimo. Nel 2009 è nel cast di Un posto al sole d'estate, con ruolo diverso rispetto a quello interpretato nella soap principale, ed è anche nel cast di R.I.S. - Delitti imperfetti, in cui partecipa ad un unico episodio nel ruolo di Lorenzo Di Bella.
Dal 2010 al 2016 partecipa assiduamente, anche come presentatore, alla trasmissione musicale MilleVoci di Gianni Turco, in onda su un circuito di emittenti regionali, su Sky Italia e Canale 68 nazionale.
Nel 2014, Nazzaro interpreta la sigla del programma, MilleVoci, assieme a Stefania Cento e Gianni Drudi; la canzone è scritta da Gianfranco Caliendo (ex frontman de Il Giardino dei Semplici) e Flora Contento.
Dal 16 novembre 2011 è impegnato nello spettacolo musicale Noi che, gli anni migliori di Carlo Conti al Salone Margherita (Roma).
Nel 2014 partecipa al programma Tale e quale show, condotto da Carlo Conti in prima serata su Rai 1, vincendo una puntata interpretando proprio Perdere l'amore di Massimo Ranieri.
Nel novembre 2018 esce il singolo Campo di grano accompagnato da un elegante videoclip creato dalla collaborazione del regista romano Michele Vitiello, che anticipa la produzione di un intero album da titolo "70 anni a modo mio..." prodotto dall'etichetta Clodio Music, album travagliato a seguito di un grave incidente stradale. La Rai gli ha dedicato una retrospettiva attraverso il programma Techetechete' "Numeri Uno" trasmesso domenica 9 agosto 2021.

## Vita privata
Gianni Nazzaro è stato sposato con Nada Ovcina, che gli ha dato due figli, Giovanni Junior (1973) e Giorgia (1976). Dopo la separazione, si è legato a Catherine Frank (vero nome Pleite Armonia Del Carmen), un'ex indossatrice francese che gli ha dato altri due figli, David e Mattia. Il 15 settembre 2016 rimase coinvolto con la Ovcina in un grave incidente stradale in Francia. 
Muore il 27 luglio 2021 al policlinico Gemelli di Roma per un tumore ai polmoni a 72 anni. Versando in difficoltà economiche al momento della scomparsa, il funerale, celebrato dopo tre giorni nella Chiesa degli artisti in piazza del Popolo, è stato organizzato da alcuni artisti a lui vicini tra cui Maurizio Costanzo, Pippo Franco, Lino Banfi, Sandro Giacobbe, Martufello e Pinuccio Pirazzoli che ha pagato la cremazione. Poche ore prima di morire, ha risposato in ospedale Nada Ovcina.

## Curiosità
Nel 1996, DJ Shadow utilizza un campionamento della voce di parte del brano "C'era già" nel suo album di esordio Endtroducing. La voce di Nazzaro è utilizzata in particolare nella traccia numero 13, What Does Your Soul Look Like (Part 1 – Blue Sky Revisit)" / "Transmission 3.

## Discografia parziale

### Album in studio
- 1971 – Gianni Nazzaro (CGD FGS 5088)
- 1972 – Gianni Nazzaro (Fans GPX 7)
- 1973 – C'è un momento del giorno in cui penso a te (CGD 65412)
- 1974 – Questo sì che è amore (CGD 69080)
- 1975 – Piccola mia piccola (CGD 69106)
- 1975 – C'era una volta il night (CGD 69157)
- 1976 – Le due facce di Gianni Nazzaro (CGD 81990)
- 1976 – Revival di successi (FANS GPX 12)
- 1989 – Questo sì che è amore (CGD LSM 1344)
- 1989 – ...Ad un passo dal cuore (Videoradio 14161)
- 1991 – A modo mio (Videoradio LPH 8060)
- 1991 – Dialetto (Videoradio LPH 8062)

CD
- 2014 – L'amo (PDD Production PDD 011/14)

### Singoli
- 1965 – Si fa sera/Ti senti sola stasera (KappaO ES 20056 - pubblicato come Buddy)
- 1965 – I tuoi occhi verdi/I ragazzi dello shake (KappaO ES 20060 pubblicato come Buddy)
- 1965 – Chi sarà la ragazza del Clan (cantano i Bacons)/La notte (KappaO ES 20065 - pubblicato come Buddy)
- 1965 – Non voglio nascondermi/Ogni mattina (KappaO ES 20069 - pubblicato come Buddy)
- 1966 – Vita mia/Lei (KappaO ES 20071 - pubblicato come Buddy)
- 1966 – Una casa in cima al mondo/Mai, mai, mai, Valentina (KappaO ES 20072 - pubblicato come Buddy)
- 1966 – Nessuno mi può giudicare/Adesso sì (KappaO ES 20073 - pubblicato come Buddy)
- 1966 – La fisarmonica/Mi vedrai tornare (KappaO ES 20081 - pubblicato come Buddy)
- 1966 – Riderà/Non t'amo più (KappaO ES 20082 - pubblicato come Buddy)
- 1966 – Se la vita è così/Non vorrei volerti bene (KappaO ES 2085 - pubblicato come Buddy)
- 1966 – Prima c'eri tu/Panna, cioccolato e fragole (KappaOES 20086 - pubblicato come Buddy)
- 1966 – Operazione sole/Se tu vuoi (KappaO ES 20087 - pubblicato come Buddy)
- 1966 – Amo/Io ho in mente te (KappaO ES 20093 - pubblicato come Buddy)
- 1966 – Bang bang/Mondo in mi settima (KappaO ES 20094 - pubblicato come Buddy)
- 1966 – Solo più che mai/C'era un ragazzo che come me amava i Beatles e i Rolling Stones (KappaO ES 20098 - pubblicato come Buddy)
- 1966 – Figlio unico/Perdonala (KappaOES 20100 - pubblicato come Buddy)
- 1967 – Bisogna saper perdere/Dove credi di andare (KappaO ES 20101 - pubblicato come Buddy)
- 1967 – Cuore matto/Io per amore (KappaO ES 20102 - pubblicato come Buddy)
- 1967 – Pietre/E allora dai (KappaO ES 20103 - pubblicato come Buddy)
- 1967 – La rivoluzione/Guardati alle spalle (KappaO ES 20104 - pubblicato come Buddy)
- 1967 – Se perdo anche te/È la pioggia che va (KappaO ES 20107 - pubblicato come Buddy)
- 1967 – Bandiera gialla/Serenata (KappaO ES 20108 - pubblicato come Buddy)
- 1967 – Un mondo d'amore/A chi (KAPPAÓ ES 20109 - pubblicato come Buddy)
- 1967 – Stasera mi butto/Winchester Cathedral (KAPPAÓ ES 20111 - pubblicato come Buddy)
- 1967 – Portami tante rose/Ma l'amore no (KAPPAÓ ES 20114 - pubblicato come Buddy)
- 1967 – 29 settembre/La coppia più bella del mondo (KAPPAÓ ES 20115 - pubblicato come Buddy)
- 1967 – Nel sole/Non dire mai goodbye (KAPPAÓ ES 20119 - pubblicato come Buddy)
- 1967 – Sulo pe mme e pe tte/Triste autunno (KAPPAÓ ES..... - pubblicato come Buddy)
- 1967 – Cannella/Non c'è più niente da fare (KAPPAÓ ES 20124 - pubblicato come Buddy)
- 1967 – La pelle nera/Dammi la mano per ricominciare (KAPPAÓ ES 20125 - pubblicato come Buddy)
- 1967 – Senza luce/Estate senza te (KAPPAÓ ES 20129 - pubblicato come Buddy)
- 1968 – Titina, Titina/Il nostro romanzo (KAPPAÓ ES 20135 - pubblicato come Buddy)
- 1968 – L'ora dell'amore/La quadriglia (KAPPAÓ ES 20137 - pubblicato come Buddy)
- 1968 – Al telefono/Arriva la bomba (KAPPAÓ ES 20139 - pubblicato come Buddy)
- 1968 – Un'ora sola ti vorrei/Ma perché ami il gatto (KAPPAÓ ES 20140 - pubblicato come Buddy)
- 1968 – Il re d'Inghilterra/La tramontana (KAPPAÓ ES 20141 - pubblicato come Buddy)
- 1968 – Canzone/Le solite cose (KAPPAÓ ES 20144 - pubblicato come Buddy)
- 1968 – Dan dan dan (canta Colette)/ Siesta (KAPPAÓ ES 20145 - pubblicato come Buddy)
- 1968 – Deborah/La farfalla impazzita (KAPPAÓ ES 20147 - pubblicato come Buddy)
- 1968 – Le opere di Bartolomeo/Quando m'innamoro (canta Juliette) (KAPPAÓ ES 20148 - pubblicato come Buddy)
- 1968 – La vita/Il posto mio (KAPPAÓ ES 20150 - pubblicato come Buddy)
- 1968 – La vita/Casa bianca (KAPPAÓ ES 20151 - pubblicato come Buddy)
- 1968 – Vengo anch'io.No, tu no/Affida una lacrima la vento (KAPPAÓ ES 20161 - pubblicato come Buddy)
- 1968 – Bonnie e Clyde/Angeli negri (KAPPAÓ ES 20162 - pubblicato come Buddy)
- 1968 – Prega, prega/Azzurro (KAPPAÓ ES 20167 - pubblicato come Buddy)
- 1968 – Luglio/Acapulco (KAPPAÓ ES 20169 - pubblicato come Buddy)
- 1968 – Il ballo di Simone/Sogno (KAPPAÓ ES 20170 - pubblicato come Buddy)
- 1968 – Solo noi/Una donna come te (Fantasy G22 ☆ Aprile 1968)
- 1969 – Incontri d'estate/Me la portano via (Fantasy G40)
- 1970 – In fondo ai sogni miei/Non lo dici mai (CGD N9815 ☆ Ottobre 1970)
- 1970 – L'amore è una colomba/Castelli in aria
- 1971 – Far l'amore con te/Miracolo d'amore (CGD 128 ☆ Ottobre 1971)
- 1970 – Maria, Maria/Un solo desiderio (CGD N 9793)
- 1970 – Me chiamme ammore/Torna a Surriento (CGD N 9804)
- 1970 – In fondo all'anima/Pioverà (CGD N 9815)
- 1971 – Bianchi cristalli sereni/Sei dolce come l'aria (CGD 108)
- 1971 – Far l'amore con te/Miracolo d'amore (CGD 128)
- 1972 – Non voglio innamorarmi mai/Io penso all'amore (CGD 7845 ☆ Febbraio 1972)
- 1972 – Quanto è bella lei/Dopo l'amore (CGD 8016 ☆ Aprile 1972)
- 1972 – La nostra canzone/Fuoco e pioggia (CGD 8576 ☆ Settembre 1972)
- 1972 – Vino amaro/L'ultima notte d'amore (CGD 1106)
- 1974 – A modo mio/Un'altra America (CGD 2228 ☆ Marzo 1974)
- 1974 – Il primo sogno proibito/Ma che sera stasera (CGD 1434 ☆ Aprile 1974)
- 1974 – Ultimo tango a Parigi/Ti penserò mi penserai (CGD 1435☆ Aprile 1974)
- 1974 – Questo sì che è amore/L'amore di un momento (CGD 2340)
- 1974 – Piccola mia piccola/Signora addio (CGD 2906)
- 1975 – Manuela/Si chiamava Alessandra (CGD 3329)
- 1976 – Me ne vado/Dance ballerina dance (CGD 4619 ☆ Marzo 1976)
- 1977 – La notte va/Gwendaline (CGD 4961)
- 1977 – Mi sta scoppiando il cuore/Seta trasparente (CBS 5731)
- 1980 – Uomo di strada/Il mio regalo (F1 Team P544)
- 1981 – Allora stop/Sì (Ibach Records 60077, Francia)
- 1982 – Amore dimmi no/In due (Remaster MRA 119)
- 1982 – Mi sono innamorato di mia moglie/Se non piove ci potremo amare (CBS A3091)
- 1984 – Moi je t'aime/Questa volta... (Trema 41D 264)
- 1985 – Noi due soli/Se ti perdo (Ros Record RRNP73)
- 2011 – Signora
- 2014 – E non dirmi che mi vuoi
- 2018 – Campo di grano (Clodio Music ISRC ITT6X1800002)

## Partecipazioni a Festival canori
Festivalbar
- 1984: con il brano Moi je t'aime

Festival di Sanremo
- 1970: con il brano L'amore è una colomba classificatosi 11º
- 1971: con il brano Bianchi cristalli sereni classificatosi 7º
- 1972: con il brano Non voglio innamorarmi mai classificatosi 5º
- 1974: con il brano A modo mio - Finalista
- 1983: con il brano Mi sono innamorato di mia moglie classificatosi 21º
- 1994: con il brano Una vecchia canzone italiana (membro della Squadra Italia) classificatosi 19º

Festival di Napoli
- 1967: Non Finalista con il brano Sulo ppe mme e ppe te
- 1970: 1º con il brano Me chiamme ammore

Un disco per l'estate
- 1968: Semifinalista con il brano Solo noi
- 1972: 1º con il brano Quanto è bella lei
- 1973: 2º con il brano Il primo sogno proibito
- 1974: 1º con il brano Questo sì che è amore

Canzonissima
- 1971: Non Finalista con i brani Far l'amore con te e Miracolo d'amore
- 1973: Finalista col brano Cuore di poeta

Cantagiro
- 1969: Non Finalista con il brano Incontri d'estate

## Filmografia

### Cinema
- Ma che musica maestro, regia di Mariano Laurenti (1971)
- Venga a fare il soldato da noi, regia di Ettore Maria Fizzarotti (1971)
- Scandalo in famiglia, regia di Marcello Andrei (1976)
- Impotenti esistenziali, regia di Giuseppe Cirillo (2009)

### Televisione
- Le metamorfosi di un suonatore ambulante – film TV (1972)
- Crazy Boat – serie TV (1986)
- Donna d'onore, regia di Stuart Margolin – miniserie TV, 3 episodi (1990)
- Un posto al sole d'estate – soap opera (2006)
- Incantesimo – soap opera, 27 episodi (2007)
- R.I.S. - Delitti imperfetti – serie TV, episodio 5x04 (2009)